# Abaza (langue)
Pour les articles homonymes, voir Abaza.
L'abaza (en abaza абаза ажва) est une langue caucasienne de la famille des langues abkhazo-adygiennes.
Elle est parlée par environ 30 000 personnes dans le Sud de la Russie, surtout dans la république de Karatchaïévo-Tcherkessie. Ce sont les Abazines. Des locuteurs abaza sont également présents dans les républiques d'Adyguée et de Kabardino-Balkarie. À la suite de la guerre du Caucase, au XIXe siècle, des communautés sont présentes en Turquie et en Jordanie.
La langue a deux principaux dialectes, l'ashkhar et le tapant, ce dernier constituant le standard littéraire.

## Orthographe
La communauté abaza présente en Turquie utilise un alphabet dérivé de l'alphabet latin.
La communauté abaza présente en Russie utilise un alphabet dérivé de l'alphabet cyrillique, incluant comme caractère supplémentaire à l'alphabet utilisé pour transcrire le russe la palotchka et un grand nombre de digrammes ou trigrammes.
| А а     | Б б   | В в     | Г г     | Гв гв   | Гъ гъ   | Гъв гъв | Гъь гъь |
| Гь гь   | ГӀ гӀ | ГӀв гӀв | Д д     | Дж дж   | Джв джв | Джь джь | Дз дз   |
| Е е     | Ё ё   | Ж ж     | Жв жв   | Жь жь   | З з     | И и     | Й й     |
| К к     | Кв кв | Къ къ   | Къв къв | Къь къь | Кь кь   | КӀ кӀ   | КӀв кӀв |
| КӀь кӀь | Л л   | Ль ль   | М м     | Н н     | О о     | П п     | ПӀ пӀ   |
| Р р     | С с   | Т т     | Тл тл   | Тш тш   | ТӀ тӀ   | У у     | Ф ф     |
| Х х     | Хв хв | Хь хь   | ХӀ хӀ   | ХӀв хӀв | Ц ц     | ЦӀ цӀ   | Ч ч     |
| Чв чв   | ЧӀ чӀ | ЧӀв чӀв | Ш ш     | ШӀ шӀ   | Шв шв   | Щ щ     | Ъ ъ     |
| Ы ы     | Ь ь   | Э э     | Ю ю     | Я я     |         |         |         |

## Phonologie

### L'accent
L'accent, en abaza, est un trait pertinent :
- лáба - chien ~ лабá - bâton.
- áмгIа - manche ~ амгIá - sensible.

## Morphologie

### Classes nominales
L'abaza distingue deux classes nominales :
- la classe des êtres humains comprend les prénoms et les noms de famille, les termes de parenté, les qualifications :
  - ФатIимат - Fatima ;
  - ЛагIвычв - Lagoutchev ;
  - аба - père ;
  - ахща - sœur ;
  - жьы - forgeron.
- la classe des objets rassemble les objets mais aussi les notions et les animaux :
  - хIaхъвы - pierre ;
  - хъыза - couverture chaude ;
  - бзы - langue ;
  - ла - chien.

## Sources
- (ru) Р.Н. Клычев, Л.П. Чкадуа, Абазинский язык in Яазыки мира. Кавказские яазыки, Moscou, Izd. Academia, 1999,  (ISBN 978-5-87444-079-4)
- (ru) В.Б. Тугова, Абазинский-русский словарь, Moscou, Izd. Sovietskaïa Enciklopediïa, 1967